# Gnome Omega
Lo Gnome Omega era un motore aeronautico radiale rotativo a sette cilindri raffreddati ad aria, sviluppato dall'azienda francese Société Des Moteurs Gnome e prodotto dalla stessa e, dopo la sua fusione, dalla Gnome et Rhône negli anni dieci del XX secolo.
Basato sui primi modelli dell'azienda tedesco imperiale Motoren Fabrik Oberursel costruiti su licenza in Francia, il Delta era caratterizzato da una disposizione radiale a singola stella dei cilindri e dalla presenza di un'unica valvola a fungo per ogni cilindro.

## Velivoli utilizzatori

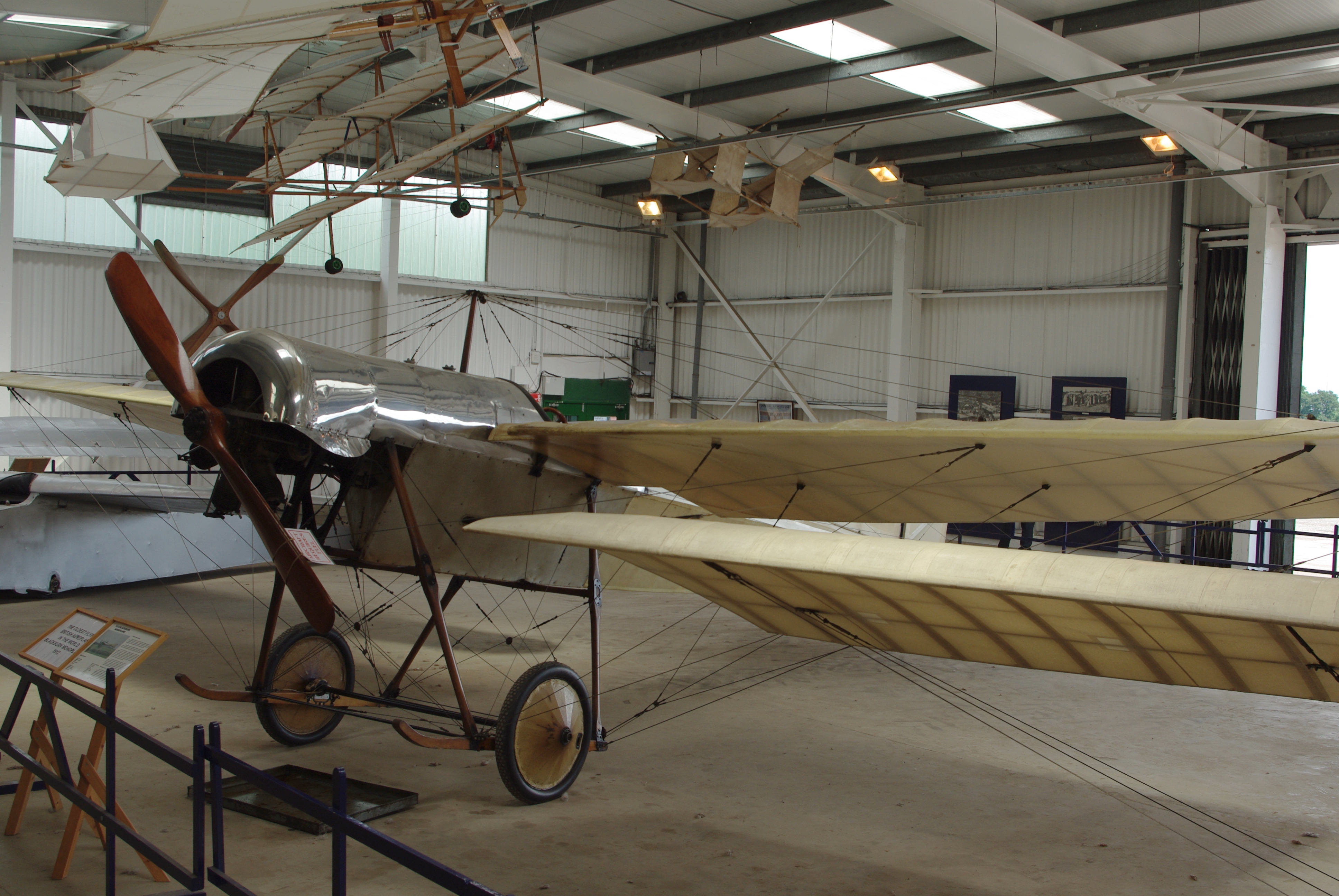
Il Blackburn Monoplane equipaggiato con un Gnome Omega appartenente all'associazione Shuttleworth Collection.

Lista ricavata da Lumsden.
- Avro Type 500
- Blackburn Mercury
- Blackburn Monoplane
- Blériot XI
- Bristol Boxkite
- Bristol Racing Biplane
- Bristol Monoplane
- Bristol-Prier P.1
- Bristol-Coanda School Monoplane
- Bristol-Coanda T.B.8
- Borel-Morane Monoplane
- Burga Monoplane
- Duigan Biplane
- Henry Farman Type Militaire
- Farman III

- Grahame-White School Biplane
- Nieuport Monoplane
- Paulhan Biplane
- Pemberton-Billing P.B.9
- Royal Aircraft Factory B.E.3
- Royal Aircraft Factory B.E.4
- Royal Aircraft Factory F.E.2
- Short S.26 Pusher Biplane
- Short SD.27 Tandem Twin
- Short S.33 Pusher Biplane
- Short S.34 Long Range Biplane
- Short S.35 Pusher Biplane
- Short S.37 Tractor Monoplane

- Short S.38 Long Range Biplane
- Short S.39 Triple Twin
- Short S.43 Biplane
- Short S.44 Biplane
- Short S.47 Triple Tractor
- Short S.62
- Sopwith Bee
- Sopwith Sparrow
- Valkyrie Type B
- Vickers No.6 Monoplane
- Vickers No.7 Monoplane
- Vickers Boxkite School Biplane